# Joseph Eduard Konrad Bischoff

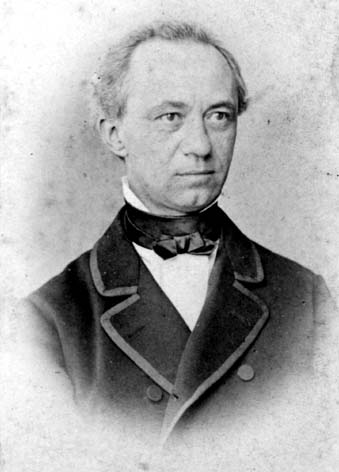
Joseph Eduard Konrad Bischoff, omkring 1870.

Joseph Eduard Konrad Bischoff, född den 9 augusti 1828 i Niedergailbach, Bliesgau, död den 30 maj 1920 i Speier, var en tysk romanförfattare under pseudonymen Konrad von Bolanden.
Bischoff var först en tid verksam som romersk-katolsk präst, innan han helt övergick till ett litterärt författarskap med ultramontant propagandistiskt tema. Pius IX förlänade honom hederstiteln påvlig kammarherre. Åtskilliga av hans historiska romaner utgavs i flera upplagor. Han skrev bland annat Lutherkritiska verk, som Luthers Brautfahrt (1857) och Franz von Sickingen (1859). I Historische Novellen über Friedrich II. von Preussen und seine Zeit (4 band, 1865–1866) skildrade han den preussiske kungen som ett slags politisk rövarhövding, i Angela (1866) angrep han naturvetenskapen, i Die Freidenker (samma år) och Fortschrittlich (1870) liberalismen. Vidare märks Gustav Adolf (4 band, 1867–1870) och Die Bartholomäusnacht (2 band, 1879). I sina senare berättelser behandlade han det tyska centrumpartiets strid för kyrkans anspråk. Även illustrerade folkupplagor utkom av hans arbeten. 